# Huachamacare (paroisse civile)
Huachamacare est l'une des quatre paroisses civiles de la municipalité d'Alto Orinoco dans l'État d'Amazonas au Venezuela. Son code postal est 7101. Sa capitale est Acanaña. En 2011, sa population s'élève à 7 487 habitants. 

## Géographie

### Démographie
Hormis sa capitale Akañaña, la paroisse civile possède plusieurs localités :
- Akañaña
- Anaraña
- Apuruhi
- Arajameña
- Asanaña
- Boca Pedamo
- Buena Vista
- Caño Alacrán
- Caño Iguapo
- Caño Palma o Curawa
- Caño Tama Tama
- Cejal
- Cerro Curagua
- Chigüire
- Culebra
- Culebra Belén
- Cuva
- Faludiña
- Guarinuma
- Hatokoa
- Hisihisi
- Huachamacare
- Iguajuña
- Jererña
- Karohi
- Kawanawë
- Kios
- Kojoñamaña
- Koparima
- La Esmeralda
- Lechoza
- Majaraña
- Marawiña
- Maweni
- Mawishiña
- Mosho
- Motorema
- Nueva Holanda
- Payarita
- Piedrita
- Punta Piaroa
- Purima
- Santa María de Guamato
- Sejal
- Shakita
- Shashana
- Sipoi
- Tacaré
- Takamari
- Tama Tama
- Tavari
- Toki Shanañama
- Tumba
- Venado
- Warapana
- Washiriña
- Yajanama
- Yanatuña
- Yepropë
- Yohope